# 西沢一俊
西沢 一俊（にしざわ かずとし、1912年2月3日 - 没年不詳）は、日本の化学者、東京教育大学名誉教授。

## 来歴
長野県更級郡布施村（現・長野市）出身。長野県諏訪中学校（現・長野県諏訪清陵高等学校）を経て、1933年東京高等師範学校三年修了、1936年東京文理科大学生物学科植物学専攻卒、1948年「Studien uber die enzymatische Spaltung von Galaktosiden (ガラクトシドの酵素分解に関する研究) 」」で理学博士。
1936年東京文理科大学副手、1945年上田繊維専門学校講師、1949年信州大学繊維学部助教授、1957年から1959年まで州立アラバマ大学に留学し糖質化学を学ぶ。1963年東京教育大学理学部教授、1975年定年退官、名誉教授、日本大学農獣医学部教授。1982年退職。大学設置審議会専門委員、日本藻類学会会長も歴任。

## 著書
- 『セルラーゼ 繊維素資源活用へのアプローチ』南江堂 化学の領域選書 1974
- 『海藻の横綱ワカメが高血圧も成人病もハネ返す おいしい特効ワカメ料理50選 食物繊維とミネラルの宝庫!』主婦の友社 主婦の友健康ブックス 1986
- 『海藻学入門』講談社学術文庫 1989
- 『海藻を食べる健康法 体にいい成分がいっぱい!』朝日出版社 1993
- 『海藻と成人病予防』研成社 のぎへんのほん 1993

### 共編著
- 『炭水化物』江上不二夫共著 朝倉書店 医学・生物学のための有機化学 1966
- 『入門酵素化学』志村憲助共編 南江堂 1967
- 『原色現代科学大事典 第7 生命』吉川秀男共編 学研 1969
- 『図解糖質化学便覧』水野卓共著 共立出版 1971
- 『酵素の分子生物学』志村憲助共編集 南江堂 1973
- 『藻類研究法』千原光雄共編集 共立出版 1979
- 『炭水化物 ライフサイエンスのための化学』吉村寿次共著 朝倉書店 1980
- 『新・入門酵素化学』志村憲助共編 南江堂 1984
- 『海藻の本 食の源をさぐる』村杉幸子共著 研成社 のぎへんのほん 1988
- 『わかめ入門 改訂版』監修 日本食糧新聞社 食品知識ミニブックスシリーズ 2006

翻訳
- E.G.V.パーシバル『構造炭水化物化学 改訂版 Elizabeth Percival改訂』共訳 共立出版 1966

## 論文
- >西沢一俊

## 参考
- 宝月圭吾編 『長野県風土記』 旺文社、1986年